# Pesseta

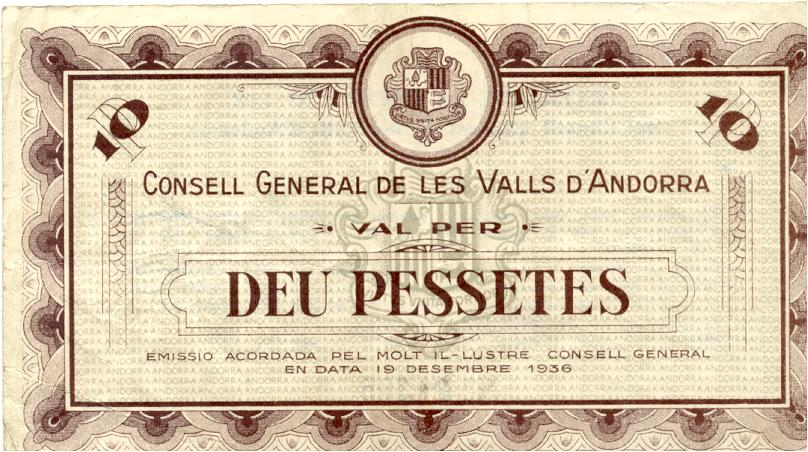
Geldschein über 10 Pessetas (Vorderseite) von 1936

Die Pesseta war während des Spanischen Bürgerkriegs von 1936 bis 1939 die Währung Andorras. Eine Pesseta entsprach 100 Centims.
Das Notgeld wurde vom Consell General De Les Valls d'Andorra herausgegeben, als die spanische Peseta während des Bürgerkriegs als Währung untauglich geworden war. Es gab Banknoten zu 1, 2, 5, und 10 Pessetas sowie zu 50 Centims. Alle tragen das Ausgabedatum 19. Dezember 1936. Die Aufschrift ist in Katalanisch, der Amtssprache Andorras.
Nach Ende des Bürgerkriegs wurden wieder die Spanische Peseta und der Französische Franc offizielle Zahlungsmittel Andorras.